# Torneucerus armatus
Torneucerus armatus är en skalbaggsart som beskrevs av Martins och Monné 1980. Torneucerus armatus ingår i släktet Torneucerus och familjen långhorningar.
Artens utbredningsområde är Surinam. Inga underarter finns listade i Catalogue of Life.